# Thomas Erskine, 3. Baron Erskine
Thomas Americus Erskine, 3. Baron Erskine (* 3. Mai 1802; † 10. Mai 1877 in Alderley Edge, Cheshire) war ein britischer Peer und Politiker.

## Leben
Er war der älteste von fünf Söhnen des David Montagu Erskine, 2. Baron Erskine, aus dessen erster Ehe mit Frances, Tochter des amerikanischen Generals John Cadwallader.
Zwischen 1824 und 1827 war er Gesandtschaftsbeamter in Turin (Herzogtum Savoyen), Neapel (Königreich beider Sizilien) und Lissabon (Königreich Portugal). Die meiste Zeit seines Lebens  lebte er in Cheshire. Beim Tod seines Vaters erbte er 1855 dessen Adelstitel als Baron Erskine sowie den damit verbundenen Sitz im House of Lords.
Sein letzter Wille wurde auf den 26. Januar 1877 datiert. Die Beisetzung erfolgte nach der Überführung des Leichnams am 15. Mai 1877 in Prestbury bei Macclesfield in Cheshire; die Testamentseröffnung folgte am 10. Juli 1877.
Er hatte am 12. Mai 1830 Louisa (1791–1867), Witwe des Thomas Legh, Gutsherr von Adlington in Cheshire, Tochter des George Lewis Newnham, Gutsherr von Newtimber Place in Sussex, geheiratet. Die Ehe blieb kinderlos; deshalb folgte ihm bei seinem Tod sein jüngerer Bruder John als nächster lebender männlicher Verwandter im Titel des Baron Erskine.